# Doemnaja
Doemnaja (Russisch: Гора Думная; Gora Doemnaja) is een heuvel (berg) in de Oeral en heeft een hoogte van 409 meter. De Doemnaja ligt midden in de stad Polevskoj en is bekend vanwege de archeologische vondsten die er zijn gedaan. In de berg bevindt zich een koperertslaag.

## De Doemnaja en menselijke geschiedenis
Uit opgravingen is gebleken dat hier al in de 5e eeuw v.Chr. een soort van kopersmelterij was (onderdeel van de Itkoelskojcultuur: 5e tot 4e eeuw v.Chr.). Ook zijn er resten van een gracht en een houten muur gevonden, wat erop zou wijzen dat er een oud fort heeft gestaan, nog voor de komst van de Russen. In de 3e tot 2e eeuw v.Chr. ontstond hier het grootste metallurgische complex van de Oeral. De primitieve smelterijen met aarden schachten en een houten wal eromheen stonden op de top van de Doemnaja. Er werd koper gesmolten, waarvan vervolgens vooral pijlpunten en messen werden gemaakt. De versterking eromheen was strategisch aangelegd, zodat deze niet zomaar kon worden ingenomen. Uit opgravingen blijkt dat deze minimaal een keer is aangevallen en verwoest en later weer herbouwd. Vanwege de hoge giftige concentraties van koperresten (bomen willen er zelfs nu nog slecht groeien), wordt gedacht dat men hier niet het hele jaar woonde, maar alleen in de korte zomer om in het najaar weer naar andere plekken te trekken.
De berg werd betrokken bij de Poegatsjovopstand, aangezien de plaats Polevskoj hem steunde met voedsel, wapens en raad. Jemeljan Poegatsjov liet posten inrichten op de top van de Doemnaja, Nikolaja en Azov. Toen de troepen van de tsaar echter richting Polevskoj kwamen, stond Poegatsjov op de heuvel te denken (думной) wat te doen; of in de aanval gaan of zich terug te trekken. Sindsdien staat de heuvel bekend als Гора Думная; "denkberg". Een tweede latere spontane opstand in de stad (na de overname van de fabrieken door Toertsjaninov) gaf hier een nieuwe betekenis aan: Toen de tsaristische troepen kwamen om de opstand neer te slaan, stonden oude mannen (boeren) op de Doemnaja en dachten er na over wat te doen om hun families te beschermen tegen deze troepen.
Veel van de belangrijke beslissingen in de stad Polevskoj werden genomen op de Doemnaja. De geestelijkheid van de Russisch-orthodoxe Kerk gebruikte de Doemnaja om er op kerkelijke feestdagen processies te houden met gebeden en iconen.
Aan het begin van de 20e eeuw stond op de top van de Doemnaja een wachthuisje waarin grootvader Slysjko zijn verhalen vertelde aan kinderen uit Polevskoj, waaronder Pavel Bazjov, die later veel bekendheid verwierf door zijn verhalen over de Oeral waarin de Doemnaja een belangrijke plek innam. Voor hem werd later een beeld geplaatst op de Doemnaja.
In de jaren van de Russische Burgeroorlog stierven hier een aantal bolsjewieken in de strijd tegen witte-legergeneraal Aleksandr Koltsjak, waarna in 1929 er een typisch communistisch ijzeren beeld werd geplaatst met een arbeider die een geweer in zijn hand houdt.